# Линдсей, Джоанна
Джоанна Линдсей (англ. Johanna Lindsey; 10 марта 1952, Франкфурт-на-Майне, Гессен — 27 октября 2019, Нашуа, Нью-Гэмпшир) — американская писательница в жанре исторического любовного романа. Все её книги попали в список бестселлеров The New York Times, многие из них достигли № 1.

## Биография
Джоанна Ховард родилась 10 марта 1952 года в семье американского офицера, проходившего службу в Германии. В детстве она много путешествовала с семьей. После смерти отца в 1964 году Джоанна Линдсей вместе с матерью переехала на Гавайи. В 1970 году, вскоре после окончания средней школы, Джоанна вышла замуж за Ральфа Линдсей и стала домохозяйкой. В браке родилось трое детей: Альфред, Джозеф и Гаррет.

## Литературная карьера
Свой первый роман «Похищенная невеста» Джоанна Линдсей написала в 1977 году в возрасте двадцати пяти лет. Действие романов Джоанны Линдсей происходит в Средние века и на Диком западе, в Викторианской Англии и в вымышленных странах.

### Сага о семье Хаардрад (Викинги)
- Зимние костры (англ. Fires of Winter) (1980)
- Пылающие сердца / Пламя сердец (англ. Hearts Aflame) (1987)
- Подари мне любовь (англ. Surrender My Love) (1994)

### Южная серия (Техас)
- Ангел во плоти (англ. Glorious Angel) (1982)
- Грозовая любовь (англ. Heart of Thunder) (1983)

### Вестерн (Вайоминг)
- Любовь и ветер (англ. Brave the Wild Wind) (1984)
- Любовь и гром (англ. Savage Thunder) (1989)
- Ангел (англ. Angel) (1992)

### Сага о семье Мэлори-Андерсон
- Любят только раз (англ. Love only once) (1985)
- Нежная мятежница / Мой милый повеса / Тревоги любви(англ. Tender Rebel) (1988)
- Милая плутовка / Нежный плут (англ. Gentle Rogue) (1990)
- Магия любви (англ. The Magic of you) (1993)
- Скажи, что любишь (англ. Say You Love Me) (1996)
- Подарок (англ. The Present) (1998)
- Влюблённый повеса (англ. A Loving Scoundrel) (2004)
- Пленник моих желаний (англ. Captive of my Desires) (2006)
- Ничего, кроме соблазна (англ. No Choice but Seduction) (2008)
- Мой единственный (англ. That Perfect Someone) (2010)
- Искусное соблазнение / Страстное убеждение (2014)
- Прекрасная буря (англ. Beautiful tempest) (2017)

### Средневековье
- И только сердце знает (англ. Defy not the Heart) (1985)
- Узы любви (англ. Joining) (1999)

### Сага о семье Стратон
- Это дикое сердце (англ. A Heart so wild) (1986)
- Мне нужна только ты (англ. All I need is You) (1997)

### Лу-Сан-Тер (Фантастика)
- Женщина-воин (англ. Warrior’s Woman)(1990)
- Хранящая сердце (англ. Keeper of the Heart) (1993)
- Сердце воина (англ. Heart of a Warrior) (2001)

### Кардиния
- Принцесса (англ. Once a Princess) (1991)
- Будь моей (англ. You Belong to Me) (1994)

### Шерринг-Кросс
- Мужчина моей мечты / Мужчина моих грёз (англ. Man of My Dreams) (1992)
- Люби меня вечно (англ. Love Me Forever) (1995)
- Погоня за счастьем (англ. The Pursuit) (2002)

### Сага о семье Рид
- Дикарь и простушка (англ. The Heir) (2000)
- Дьявол, который её укротил (англ. The Devil who Tamed her) (2007)
- Мой злодей (англ. A Rogue of my Own) (2009)
- Позволь любви найти тебя (англ. Let Love Find You) (2012)

### Монтана
- Любовь не ждёт (англ. One Heart to Win) (2013)
- Цветок в его руках (англ. Wildfire In His Arms) (2015)
- Женись на мне до заката (2018)

### Романы
- Похищенная невеста (англ. Captive Bride) (1977)
- Любовь пирата (англ. A Pirate’s Love) (1978)
- Первозданный рай (англ. Paradise Wild) (1981)
- Как подскажет сердце (англ. So speaks the Heart) (1983)
- Вражда и любовь (англ. A Gentle Feuding) (1984)
- Буря страсти (англ. Tender is the Storm) (1985)
- Когда любовь ждёт (англ. When love Awaits) (1986)
- Тайная страсть (англ. Secret Fire) (1987)
- Серебряный ангел (англ. Silver Angel) (1988)
- Раб моих желаний (англ. Prisoner of my Desire) (1991)
- Навеки (англ. Until Forever) (1995)
- Влюблённый мститель (англ. Home for the Holidays) (2000)
- Мой мужчина (англ. A man to call My Own) (2003)
- Ужасно скандальный брак (англ. Marriage most Scandalous) (2006)
- Когда правит страсть (англ. When passion rules) (2011)
- Очаруй меня (англ. Make me love you) (2016)
- Искушения любимой (англ. Temptation's Darling) (2019)

## Премии
Лучший автор (Romantic Times Career Achievement Award)
- в 1991-1992 годах в категории «Sensual Historical Romance»[6].
- в 1993-1994 годах в категории «Futuristic Romance»[7].

9 раз номинировалась на Romantic Times Reviewers’ Choice Award. В том числе в:
- 1995 — «Love me Forever» в категории Historical romance of the year
- 1997 — «Say you love me» в категории Historical romance of the year
- 1998 — «The Present» в категории Best historical romance book in a series
- 2008 — «No Choice But Seduction» в категории Regency-set Historical romance.